# Osker
Die Osker (lateinisch Osci, ursprünglich auch Opici, Opsci oder Obsci, altgriechisch Ὀπικοί Opikoí, altgriechisch Ὄπικες Ópikes oder Ὀσκοί Oskoi) waren ein altitalisches indogermanisches Volk, dessen Hauptsiedlungsgebiet im heutigen Kampanien und benachbarten Teilen Latiums lag. Sie sprachen die oskische Sprache, die auch von den in Süditalien beheimateten Samniten gesprochen wurde, und waren von der griechischen Kultur beeinflusst.
Die Anfänge der Osker fallen in die römische Königszeit (etwa 1. Hälfte des 1. Jahrtausends v. Chr. bis zur Begründung der Römischen Republik im Jahre 509 v. Chr.). Für diesen Zeitraum herrscht in der Wissenschaft keine Einigkeit darüber, wo sie lebten und welche Sprache sie sprachen. Für das Ende dieser Periode ist die oskische Sprache erstmals belegt, die von mehreren unabhängigen Volksstämmen gesprochen wurde. Der mit großem Abstand militärisch wichtigste und reichste Stamm waren die Samniten, die in der 2. Hälfte des 4. Jahrhunderts v. Chr. mit Rom rivalisierten, zeitweise als Verbündete, zeitweise als gegnerische Krieger, bis sie schließlich von Rom unter beträchtlichen Schwierigkeiten unterworfen und in den römischen Staat integriert wurden.
Zwischen den Samniten und den Römern befanden sich die Osker. Obwohl sie immer wieder gerne in den Krieg zogen, waren sie nie ein militärisch ernstzunehmender Faktor. Die Römer besiegten die Osker jedes Mal im ersten Gefecht, wenn diese auf ihre militärischen Fähigkeiten setzten. Zunächst konnten die Osker ihre Unabhängigkeit aber erhalten, indem sie andere Staaten, vor allem die Römer und die Samniten, gegeneinander ausspielten. Diese Unabhängigkeit endete dann mit dem Zweiten Samnitenkrieg, als die Römer es als erforderlich ansahen, zunächst die benachbarten Stämme zu unterwerfen, bevor sie nach Samnium einfielen. Nach diesem Krieg assimilierten sich die Osker schnell an die römische Kultur und die Erinnerung an sie überdauerte nur noch in einigen Ortsnamen und in der Literatur.
Ihre Sprache, das Oskische, gehört zur Familie der italischen Sprachen, zu denen auch Latein, Faliskisch, Umbrisch und Südpikenisch gezählt werden. Sie und ihre Schrift waren fast über ganz Süditalien verbreitet.

## Die oskisch-sabellischen Stämme
Gemeinsam mit den Umbrern waren die oskisch-sabellischen Stämme die weitaus stärkste Völkergruppe in Italien. Sie bestanden aus Gebirgsbauern des Apennin, jedoch besaßen sie keine besonders hochentwickelte politische Organisation. Als höhere Einheit kleinerer Kantone kannten sie allenfalls einen „Volksrichter“ (meddix tuticus). Die Osko-Sabeller lebten in Dörfern und waren somit der natürliche Konterpart der zumeist städtisch lebenden Etruskern und Griechen im Süden der italienischen Halbinsel. Mit dem Zusammenbruch der etruskischen Macht in Mittel- und Süditalien drangen die oskisch-sabellischen Stämme zur Küste in die latinische und kampanische Ebene ein. In der latinischen Ebene stießen die Volsker und Äquer (oskisch-sabellische Stämme) auf die Römer, während sie in Kampanien sich mit den Griechen auseinandersetzen mussten. Weitere Stämme der oskisch-sabellischen Volksgruppe waren die Lukaner und Bruttier, die nach Süden vorgedrungen sind.

## Klassische Quellen
Nach Aristoteles lebten die Opici „am Tyrrhenischen Meer“ und wurden Ausonier genannt. Antiochos von Syrakus bezeichnete die Opici ebenfalls als Ausonier und lokalisierte sie in Kampanien. Strabon jedoch, obwohl er die Hauptquelle für die Fragmente des Antiochos darstellt, unterschied selbst zwischen den Oskern und den Ausoniern und bemerkte, dass die Osker zwar verschwunden seien, die Römer ihren Dialekt aber weiterhin als Schriftsprache benutzten, und dass das offene Meer um Sizilien weiterhin das „Ausonische Meer“ genannt werde, obwohl die Ausonier niemals in dessen Nähe gelebt hätten. Die Ausones erschienen in den späteren Quellen aufgrund einer Lautverschiebung im Lateinischen als Aurunker: *Ausuni>*Auruni>*Aurunici>*Aurunci.

## Osker in der frühen Republik
Ein von Titus Livius als Aurunker bezeichnetes Volk erscheint als erstes in der Geschichte. 503 v. Chr. erhoben sich die latinischen Kolonien Cora und Pometia gegen die römische Obrigkeit und erhielten dabei Unterstützung durch die Aurunker.